# دون كلارك (كاتب)
دون كلارك (بالإنجليزية: Don Clark)‏ هو كاتب ومؤلف وعالم نفس أمريكي، ولد في 1930 في الولايات المتحدة.